# Lukénya Gomes
Lukénya Nareth de Castro Gomes Coimbra Sério (Luanda, 1 de Outubro de 1986) é uma apresentadora de televisão e empresária angolana.

## Biografia
De uma familia humilde, Lukénya nasceu e cresceu com os seus três irmãos (Delvânia, Vicieth e Plinio) no Rangel, uma das zonas periféricas da cidade de Luanda, na rua 8 de Novembro, também conhecida como rua da Dona Amália, o que a levou trabalhar desde muito cedo, aos 17 anos, como balconista, numa loja de venda de artigos para decoração de casa, na empresa “Farmhouse” de 2003, até final de 2006. 
É licenciada em Língua Portuguesa e Comunicação pela  Universidade Metodista de Angola. 
Lukénya Gomes começou a trabalhar em televisão em 2010, depois de ter sido uma das três vencedoras do casting ‘Eu Na Tv’  no qual participaram mais de mil concorrentes, realizado pelo canal 2 da TPA na altura gerido pela Semba Comunicação.

## Televisão
| Ano         | Canal | Programa        | Funções                  |
| ----------- | ----- | --------------- | ------------------------ |
| 2007 - 2017 | TPA 2 | "Flash"         | Repórter                 |
| 2008 - 2011 | TPA 2 | "Cine TV"       | Apresentadora            |
| 2009 - 2011 | TPA 2 | "Viagens"       | Repórter                 |
| 2009 - 2012 | TPA 2 | “Bounce”        | Repórter / Apresentadora |
| 2011 - 2018 | TPA 2 | “Levanta o som” | Apresentadora            |
| 2020        | TPA 1 | "Ecos e factos" | Apresentadora            |

Outros / Especiais
- 2010, 2011 -  Concurso “Passatempo da TPA” / Apresentadora.
- 2011 - Festival “Ama Angola”  /  Apresentadora (dupla com Benvindo Magalhães).
- 2011, 2012, 2013 - Festival internacional “I love Kuduro” /  Apresentadora (dupla com Benvindo Magalhães).
- 2017 - Programa "Dia a Dia" apresentadora em substituição, na ausência de Mara D’alva.[6]
- 2017 - Debate Televisivo TPA 1 "Os perigos de expor-se na Internet".

## Negócios
- Clínica de Estética : Lukénya Gomes é proprietária de uma Clinica de Estética no Zango chamada FisioZango.

## Vida pessoal
A apresentadora foi mãe pela primeira vez em 29 de Outubro de 2006, de uma menina, Tchissola, fruto de um relacionamento de quase 8 anos que terminou em 2010. A empresária angolana é casada desde 18 de Março de 2017 com o fisioterapeuta Ricardo Sério, de quem tem um filho, Leónidas, nascido em 2018. 